# Scuola di pittura, scultura e architettura di Mosca
La Scuola di pittura, scultura e architettura di Mosca (in russo Московское училище живописи, ваяния и зодчества, МУЖВЗ?, Moskovskoe učilišče živopisi, vajanija i zodčestva, MUŽVZ) è stata una delle più grandi istituzioni educative della Russia. La scuola fu fondata dalla fusione nel 1865 di un college artistico privato, fondato a Mosca nel 1832 ed il Palazzo della Scuola di Architettura, fondata nel 1749 da Dmitrij Uchtomskij. Alla fine del XIX secolo, faceva a gara con l'Accademia russa di belle arti di San Pietroburgo per il titolo della più grande scuola d'arte del paese. Nel XX secolo l'arte e l'architettura si separarono di nuovo nell'Istituto d'arte Surikov di Mosca (Московский Художественный Институт имени Сурикова, Moskovskij Chudožestvennyj Institut imeni Surikova) e l'Istituto di architettura di Mosca (Московский Аттный) quest'ultima occupa gli edifici scolastici storici di Uilca Roždestvenka.

## Storia

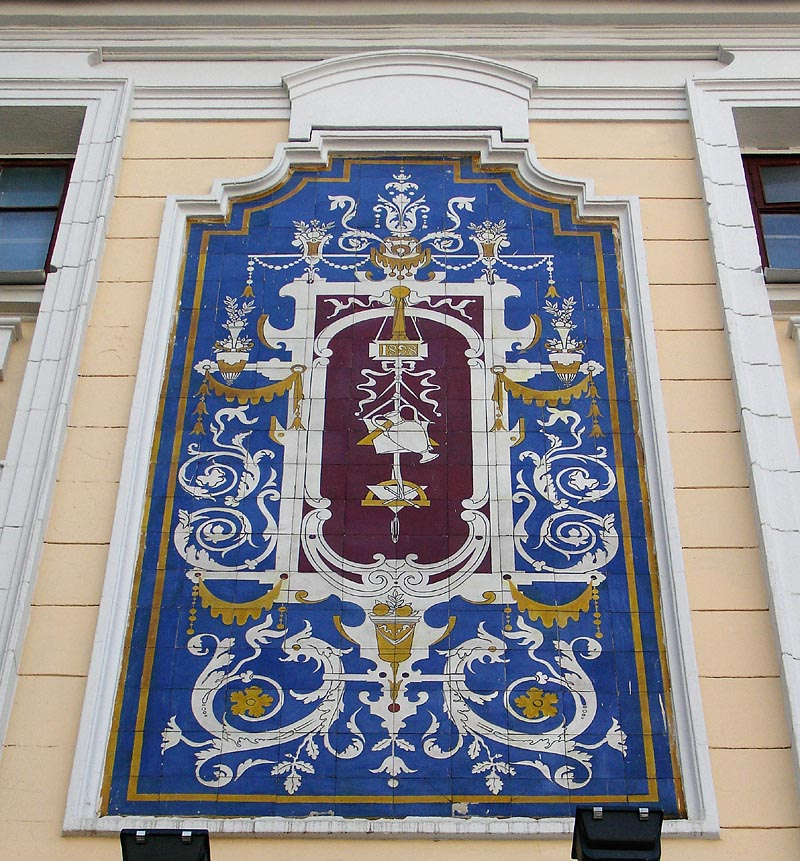
Tiled artwork on the building.

Il Palazzo della Scuola di Architettura risale ai corsi di Dmitrij Uchtomskij che erano operativi nel 1749-1764. Vent'anni, i corsi furono reintegrati da Matvej Kazakov e nel 1804 acquisì il titolo di Collegio del Cremlino, in seguito Palazzo della Scuola di Architettura. I laureati ottenevano il titolo di Assistente architetto e dovevano guadagnarsi le proprie licenze attraverso lavori successivi.
La scuola d'arte privata fu fondata nel 1832 da Egor Makovskij e A. S. Jastrebilov come Corsi della natura, e ribattezzati Corsi d'arte nel 1833. Nel 1843 i corsi furono fusi insieme nella Scuola di Pittura e Scultura della Società Artistica di Mosca.
Nel 1865 il Palazzo della Scuola fu incorporato nella Scuola di Pittura e Scultura; l'anno successivo l'istituzione ampliata fu ribattezzata Scuola di pittura, scultura e architettura di Mosca. La scuola era unica nella Russia Imperiale, essendo un collegio privato in un paese dove l'istruzione era gestita principalmente dallo stato. I suoi diplomi (esclusi i pochi diplomati di più alto livello) venivano classificati inferiori a quelli dell'Accademia delle Arti; probabilmente ininfluente nelle belle arti, questa divisione rappresentava un grave fardello per i laureati in architettura. La Scuola cercò di colmare il divario acquisendo una licenza statale nel 1896, ma fallì.
Dopo la Rivoluzione d'ottobre del 1917 la scuola fu trasformata nel 1918 nel secondo laboratorio di arte statale libera (Svomas). I laboratori artistici alla fine si disintegrarono. Nel 1939 Igor' Grabar' lanciò il nuovo college di belle arti, che prese il nome di Istituto Surikov nel 1948. L'istruzione architettonica inizialmente si concentrò attorno al Vchutemas e all'Università tecnica statale di Mosca (MVTU) e fu organizzata nell'Istituto di architettura di Mosca nel 1933.

## Arti
Più democratica rispetto all'Accademia Russa di Belle Arti di San Pietroburgo, la scuola svolse un ruolo importante nello sviluppo dell'arte realistica nazionale russa nella seconda metà del XIX secolo e all'inizio del XX secolo.
Le ammissioni si basavano fondamentalmente sui meriti artistici, accogliendo studenti senza diplomi di scuola superiore. Ad esempio Konstantin Mel'nikov si iscrisse alla Scuola all'età di 15 anni, avendo solo due anni di istruzione primaria; la sua classe di 11 fu scelta tra 270 candidati. Mel'nikov completò un diploma in Arte dopo 9 anni di formazione (1905-1914) e un diploma in architettura tre anni dopo (Chan-Magomedov).
Uno dei principali istruttori di scultura era Sergej Volnuchin. Tra gli ex alunni della scuola figurano Léopold Survage, Igor' Babajlov, Vasilij Perov, Galja Šabanova, Aleksej Savrasov, Illarion Prjanišnikov, Vladimir Makovskij, Isaak Levitan, Aleksej Stepanov, Sergej Korovin, Konstantin Korovin, Abram Archipov, Michail Nesterov, Anna Golubkina, Sergej Konënkov, Boris Korolëv, Fëdor Rožankovskij, Aleksej Korin e Alexandru Plămădeală.

## Architettura
Uno studio su 100 architetti che lavoravano a Mosca negli anni 1890-1910 fatto da Marija Naščokina mostra che oltre la metà di loro si era diplomata alla Scuola. Il fatto che alla maggior parte dei diplomati delle scuole mancasse un diploma statale completo rappresentava un grave svantaggio nell'occupazione statale, ma era irrilevante per i clienti privati che dominavano il mercato delle costruzioni a Mosca . Pertanto la professione di architetto a Mosca e San Pietroburgo era chiaramente divisa tra i diplomati della scuola di Mosca e delle scuole di San Pietroburgo (Accademia delle arti imperiale e Istituto degli ingegneri civili).
Gli studenti dovevano dimostrare risultati professionali durante la loro istruzione e venivano valutati in base al loro incarico di laurea. I migliori, che ottenevano una medaglia d'argento grande, venivano premiati con un titolo ufficiale di architetto, sufficiente per l'ordine privato e l'occupazione statale. Il livello successivo, con una medaglia d'argento piccola, riceveva una licenza di gestione delle costruzioni, sufficiente per assumere ordini privati ma non lavori statali. Gli altri non si erano qualificati e dovettero tornare con i progetti dei neolaureati . In alternativa, potevano rivolgersi all'Accademia Imperiale e completare i corsi a San Pietroburgo; l'Accademia assegnò la licenza di gestione della costruzione a tutti i laureati. Ci furono poche decisioni nella direzione opposta (Ivan Fomin fu espulso dall'Accademia e completò gli esami di licenza a Mosca). Alcuni, come Vjačeslav Oltarževskij o Il'ja Bondarenko, completarono la formazione all'estero. Fëdor Šechtel' fu espulso dalla scuola nel 1878 e acquisì la licenza solo nel 1894.
Queste difficoltà allungavano i tempi per la formazione in architettura, dall'ammissione alla licenza professionale, a 10-15 anni e anche di più; i laureati erano in genere uomini maturi trentenni, con un decennio di esperienza pratica. Vi erano, tuttavia, rare eccezioni come Ivan Maškov, che ottenne una licenza all'età di 19 anni e completò i suoi primi progetti all'età di 23 anni (Naščokina, p. 330-335).